# Virbia affinis
Virbia affinis är en fjärilsart som beskrevs av Rothschild 1910. Virbia affinis ingår i släktet Virbia och familjen björnspinnare. Inga underarter finns listade i Catalogue of Life.